# Callopistria insularis
Callopistria insularis är en fjärilsart som beskrevs av Butler 1882. Callopistria insularis ingår i släktet Callopistria och familjen nattflyn. Inga underarter finns listade i Catalogue of Life.